# Think (IBM)

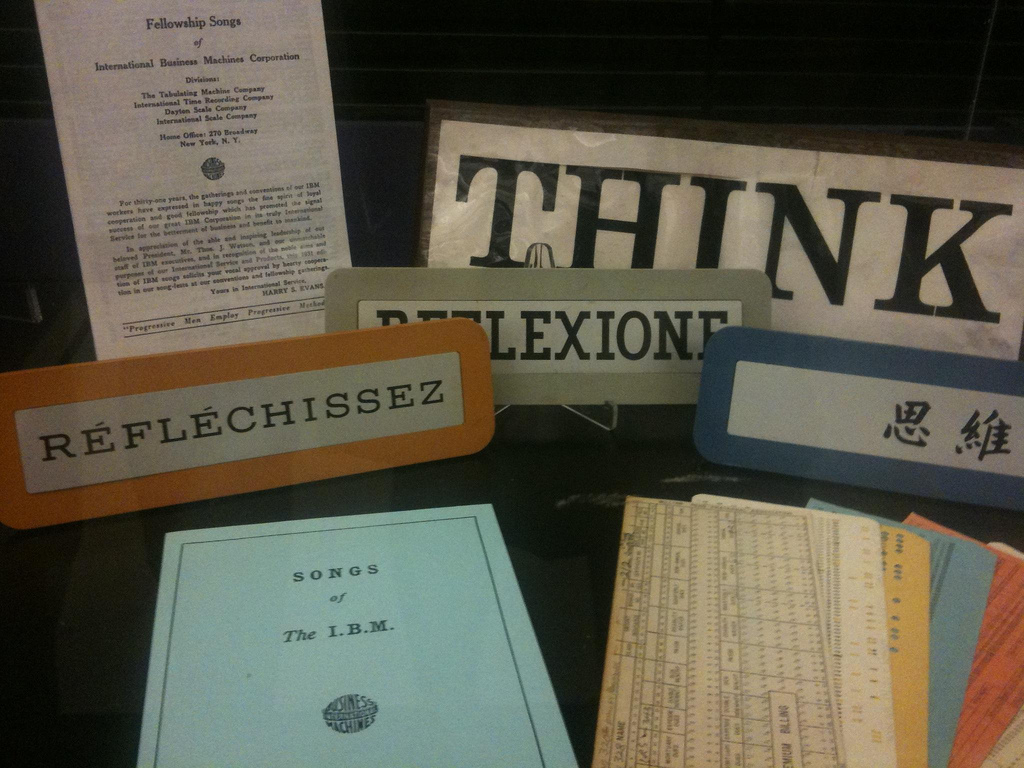
Think în alte limbi

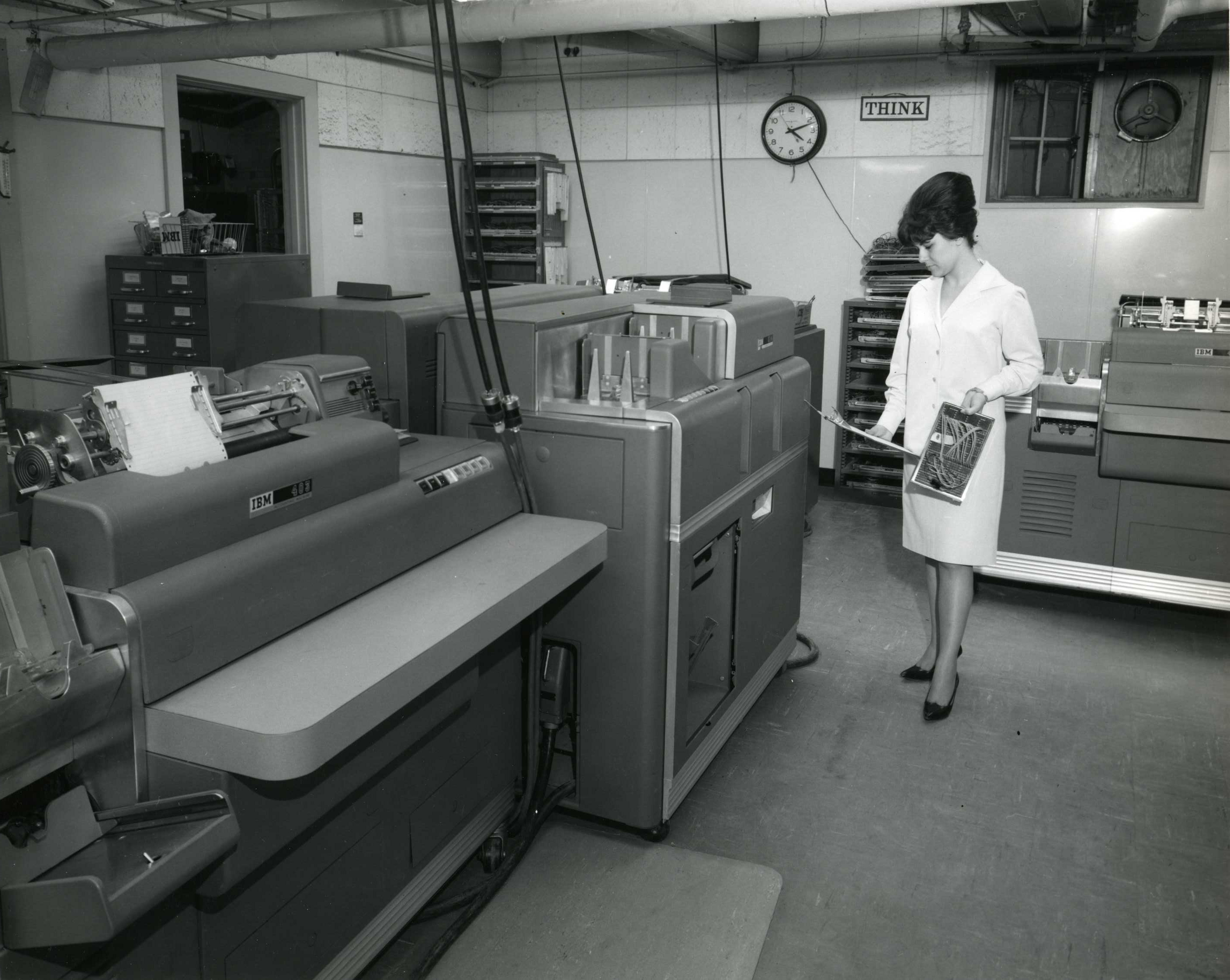
Semnul THINK pe echipamentele de la IBM

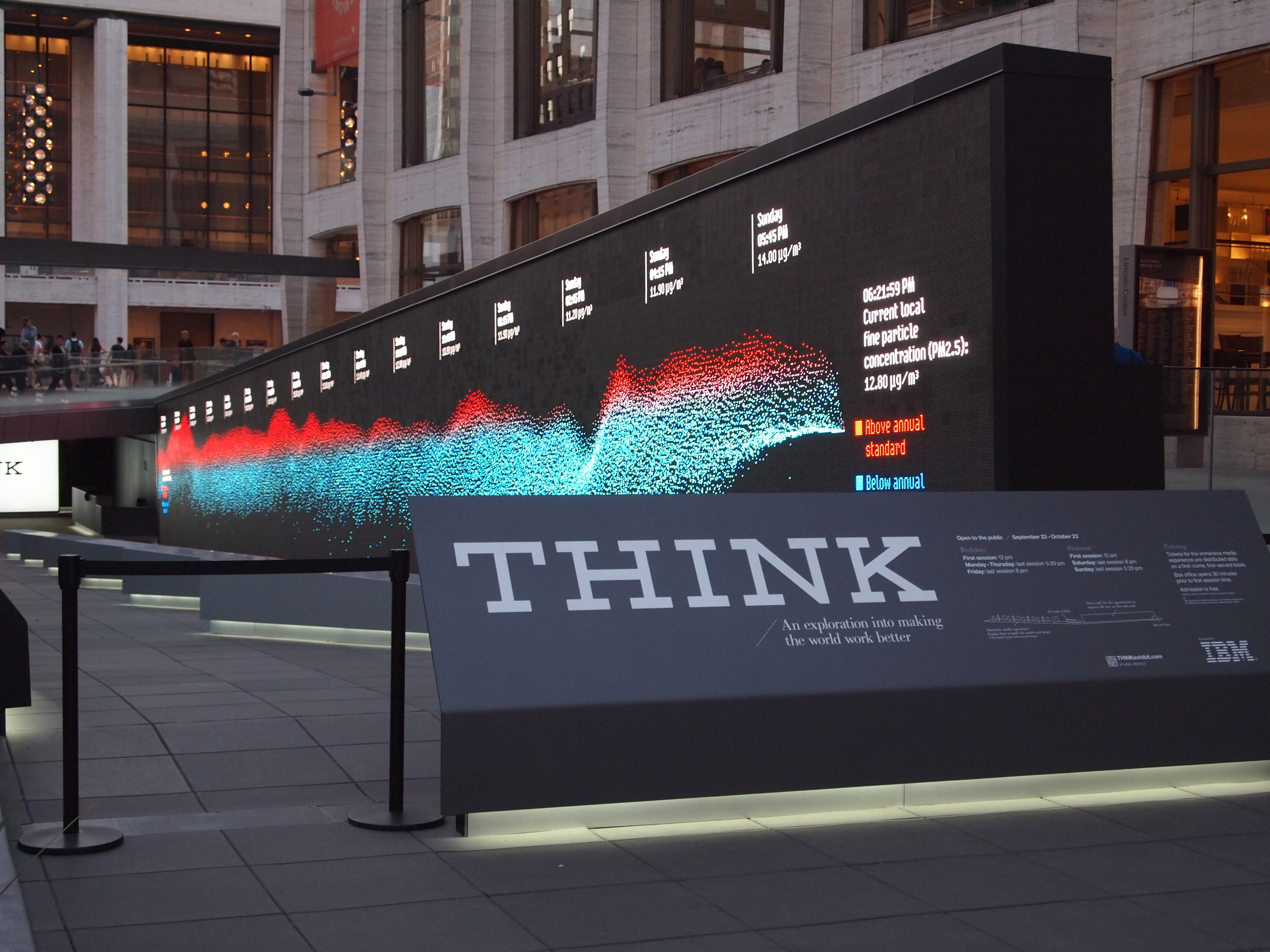
Expoziția THINK la Lincoln Center în 2011.

"Think" ("Gândiți-vă") este un motto inventat de Thomas J. Watson, în decembrie 1911, în timp ce gestiona departamentele de vânzări și publicitate la National Cash Register Company. Watson a spus: 
| “ | Noi nu suntem plătiți pentru a lucra cu picioarele noastre - suntem plătiți pentru a lucra cu capul. | ” |

În 1914 Watson a adus motto-ul cu el la Computing Tabulating Recording Company (CTR), care mai târziu a devenit IBM.  International Time Recording una dintre cele mai companii a fuzionat pentru a forma CTR-ul.  IBM a produs o expoziție THINK la Lincoln Center din New York în septembrie 2011, și continuă să utilizeze motto-ul. 
Sloganul Apple: "Think Different" (Gândiți Diferit) a fost luat pe scară largă ca un răspuns spentru IBM.
"Think" a intrat în cultura populară, de multe ori într-un context plin de umor.  Pentru exemple timpurii, consultați Ghidul lui Corey Ford Guide a Thimking.  Mad Magazine a folosit, de asemenea, motto-ul "THIMK" ca parodie.